# Op klaarlichte dag
Op klaarlichte dag is een Nederlandstalige thriller van Simone van der Vlugt.

## Het verhaal
De hoofdpersonen zijn:
- Nathalie. Haar eigenlijke naam is Dagmar Dalhuijs. Haar moeder en broertje zijn door een dronken automobiliste doodgereden toen ze 10 jaar was. Haar oudste zus Cecile vluchtte al snel het ouderlijk huis uit, waarna ze achterbleef bij haar vader, die haar aanvankelijk aanbad en later mishandelde.
- Vincent van Assendelft. Beroepscrimineel. Nathalie is zijn hulpje in de misdaad en slaafje. Hij zorgde ervoor dat Nathalie definitief geen last meer had van haar opdringerige vader.
- Julia Vriens is rechercheur bij de politie. Ze verloor haar ouders toen ze 15 was door een auto-ongeluk en werd opgevoed door haar oma Emma. Ze is bij de recherche partner van Sjoerd, die getrouwd is met Melanie. Samen hebben ze een baby Joey. Haar probleem is dat Julia stiekem stapelverliefd is op Sjoerd.

## Samenvatting
Het boek begint met een zwaar gewonde Vincent. Een middelbare-schoolvriend Nico Santemaker, medisch specialist, hecht na een telefonische hulpvraag zijn hoofdwond. Het wordt de lezer duidelijk dat Nathalie hem toegetakeld heeft. Ze is met een sporttas met veel geld, een Alfa Romeo en een baby (Robbie) op de vlucht geslagen. Vincent rijdt haar achterna geholpen door een Gps-systeem in auto en sporttas. Hij vermoordt in Roermond koelbloedig een stel vage kennissen van Nathalie, Kristien Moors en Ruud Schravenmaker. Na een brand in de Gotthardtunnel komt Nathalie uitgeput aan bij de ouderlijke vakantiewoning aan het Lago Maggiore. Daar weet Vincent haar te vinden en hij verwondt haar zus Cecile en haar zwager Edwin Vermeer, maar Nathalie en Robbie ontsnappen. Na een kat-en-muisspel weet de slimme Nathalie Vincent in Zwitserland van zich af te schudden.
Inmiddels is in Nederland het recherchewerk naar de brute afrekening in volle gang. Julia wordt aangesproken op een begraafplaats door een jonge vrouw met een baby. Ze brengt Nathalie onder bij haar oma Emma. Oma Emma valt van de trap en Nathalie vlucht in paniek het huis uit. Ze gaat naar een Brabantse boerderij van Vincent, waar Nico Santemaker opdracht heeft van Vincent haar te liquideren. Omdat hij haar eerst wil verkrachten, ziet Nathalie kans hem dood te schieten. Ze vlucht terug naar Limburg en gaat verhaal halen bij Ilse van Meerdonk, die haar moeder en babybroertje Robbie in een dronken bui destijds heeft doodgereden. Twee weken daarvoor had ze Ilse haar babydochter Luna op klaarlichte dag ontvoerd. Nathalie noemt haar Robbie. Na het gesprek vlucht ze terug met haar roofbaby naar de boerderij in Brabant.
Inmiddels is Vincent opgepakt door Sjoerd en Julia in de woning van Emma, waar hij op zoek was naar Nathalie. Stukje bij beetje verliest hij in de cel zijn mogelijkheden. Hij had een mes bij zich dat gebruikt is om Cecile en Ed te verwonden, en de kogels van de liquidatie in Limburg worden ook aan hem toegeschreven. Hij geeft uiteindelijk het mogelijke adres van Nathalie in Brabant aan de rechercheurs. Bij een grootscheepse operatie rond de Brabantse boerderij weet Nathalie te ontsnappen via een geheime gang. Ze laat Robbie, ofwel Luna, achter voor de politiemensen, nadat ze de boerderij in brand had gestoken. Sjoerd raakt bij een reddingspoging zwaar gewond, maar overleeft door de directe mond-op-mondbeademing van Julia, die na afloop overplaatsing aanvraagt.
Aan het eind van het boek zit Vincent 15 jaar gevangenisstraf uit, waarvan 2 jaren om zijn. Hij beraamt een wraakactie op Nathalie, nu vanuit de gevangenis of later persoonlijk. Maar hij smelt weg als hij een foto uit Portugal krijgt. Een jongetje met onmiskenbaar de ogen van Vincent.